# Luçay-le-Libre
 Luçay-le-Libre  es una población y comuna francesa, en la región de  Centro, departamento de Indre, en el distrito de Issoudun y cantón de Vatan.

## Demografía
| 219 | 195 | 133 | 129 | 102 | 102 |
| Para los censos de 1962 a 1999 la población legal corresponde a la población sin duplicidades (Fuente: INSEE [Consultar]) |     |     |     |     |     |